# Lange Steigerstraat
De Lange Steigerstraat is een straat in de stad Zaltbommel in de Nederlandse provincie Gelderland. De straat loopt vanaf de Korte Steigerstraat tot de Waterstraat. Aan de Lange Steigerstraat bevinden zich paar panden met de status van rijksmonument. De Lange Steigerstraat is ongeveer 100 meter lang.

## Geschiedenis
Korte tijd heeft in een pand aan de Lange Steigerstraat een museum gezeten dat was opgericht door notabele inwoners van de Bommelwaard. Vanaf 1925 verhuisde het museum naar de voormalige stadskoffiehuis aan de Markt. En uiteindelijk verhuisde in 1937 de collectie naar het nieuwe Maarten van Rossummuseum aan de Nonnenstraat. In Zaltbommel zijn diverse straten waar gootspoken zijn te vinden, zo ook in de Lange Steigerstraat. Dit zijn beelden die hangend aan, of zittend of liggend in de dakgoot.

## Fotogalerij

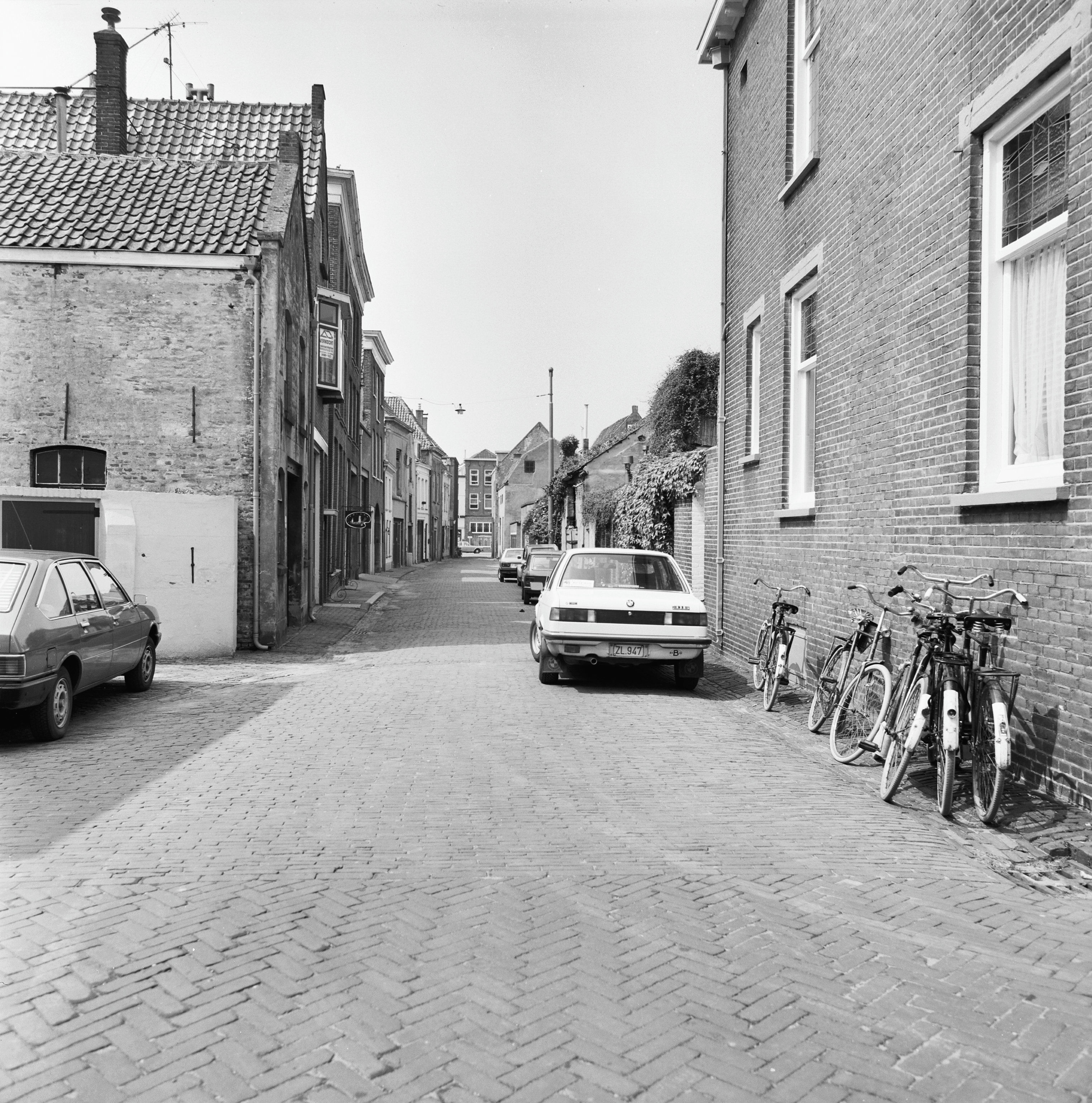
Lange Steigerstraat gezien vanaf de Korte Steigerstraat

Boschstraat ·
De Virieusingel ·
Gamerschestraat ·
Gasthuisstraat ·
Kerkplein ·
Kerkstraat · 
Korte Steigerstraat ·
Korte Strikstraat ·
Lange Steigerstraat · 
Markt ·
Nieuwstraat ·
Nonnenstraat ·
Oliemolen ·
Oliestraat ·
Steenweg ·
Tolstraat · 
Vismarkt · 
Waalkade · 
Waterstraat · 
Zandstraat